# Viktor Mineev
Viktor Aleksandrovič Mineev (in russo Виктор Александрович Минеев?; Černihiv, 19 giugno 1937 – Mosca, 22 luglio 2002) è stato un pentatleta sovietico.

## Palmarès
In carriera ha conseguito i seguenti risultati:
- Giochi olimpici:

Tokyo 1964: oro nel pentathlon moderno a squadre.
- Mondiali:

Magglingen 1963: argento nel pentathlon moderno a squadre.
Melbourne 1966: argento nel pentathlon moderno a squadre ed individuale.